# Flying Blue

Карта обычного участника («цвета слоновой кости»)

Flying Blue — программа, созданная 6 июня 2005 года компаниями Air France и KLM в результате объединения их программ для часто летающих пассажиров Frequence Plus и Flying Dutchman.
С 1 сентября 2007 года Flying Blue стала также бонусной программой авиакомпаний
Air Europa и Kenya Airways, которые с этой даты стали являться ассоциированными членами альянса SkyTeam (в данный момент - постоянные члены). C 2011 Flying Blue является также бонусной программой авиакомпаний Tarom и Aircalin.
Участники программы Flying Blue могут зарабатывать и тратить мили на рейсах Air France, KLM, Air Europe и Kenya Airways, Tarom, Aircalin, других авиакомпаний-участников альянса SkyTeam, а также ряда авиакомпаний, не входящих в альянс. Также мили можно получать за пользование услугами других партнёров — гостиниц, фирм по прокату автомобилей, страховых компаний онлайн магазинов, оплату товаров определёнными кредитными картами. Неавиационные партнёры также предоставляют свои услуги в обмен на мили, но по соотношению затрат миль и денежной стоимости авиабилеты являются самым выгодным типом премии, как и у всех бонусных программ авиакомпаний.

## Аэроперевозчики, участники программы Flying Blue

### АльянсSkyTeam
- Air France
- KLM (Royal Dutch Airlines)
- Alitalia
- Korean Air
- Аэрофлот
- AeroMexico
- Czech Airlines
- Northwest Airlines
- Delta Air Lines
- China Southern Airlines
- Kenya Airways
- Air Europa
- Tarom
- Vietnam Airlines
- China Eastern (ожидается в 2011 году)[1]
- Shanghai Airlines (ожидается в 2011 году)[1]
- Garuda Indonesia (ожидается в 2012 году)[1]
- Saudi Arabian Airlines (ожидается в 2012 году)[1]
- Middle East Airlines (ожидается в 2012 году)[1]
- Aerolíneas Argentinas (ожидается в 2012 году)[1]

### Другие авиалинии
- Alaska Airlines
- Aircalin
- Airlinair
- Avianca
- Bangkok Airways
- CityJet
- CCM Airlines
- Comair
- Japan Airlines
- Jet Airways
- Kingfisher Airlines
- Malaysia Airlines
- Middle East Airlines
- Qantas
- TAAG Angola Airlines
- TAROM
- Twin Jet
- Ukraine International Airlines

## Поддержка
Разделы о программе Flying Blue присутствуют на сайтах www.airfrance.com Архивная копия от 14 октября 2007 на Wayback Machine и других сайтах Air France, www.klm.com Архивная копия от 5 ноября 2019 на Wayback Machine, www.aircalin.com Архивная копия от 15 мая 2011 на Wayback Machine, www.tarom.ro Архивная копия от 16 июля 2011 на Wayback Machine. Там можно получить полную информацию о правилах программы, партнёрах, и состоянии счёта участника, а также заполнить онлайн форму для восстановления неучтённого полёта.
На русскоязычном сайте www.airfrance.ru Архивная копия от 16 июня 2020 на Wayback Machine в разделе о программе переведены на русский только заголовки ссылок, которые приводят на англоязычные страницы. Также на английский раздел приводит выбор России на сайте www.flyinbluenews.com По всем вопросам функционирования программы российским участникам необходимо обращаться в объединённое представительство компаний Air France и KLM в Москве.

## Принцип работы
Участники Flying Blue получают квалификационные мили (англ. Level Miles, фр. Miles-Statut) и премиальные мили (англ. Award Miles или фр. Miles Prime). Первые можно получить только за полёты авиакомпаниями-членами SkyTeam либо за пользование совместной кредитной картой Air France-KLM-American Express Gold. Премиальные мили получают за полёты, пользование услугами других партнёров, а также в рамках специальных предложений.
И те, и другие мили можно использовать для получения премий.
Премиальные мили начисляются параллельно с квалификационными. Размер начислений зависит от расстояния и тарифа. Некоторые самые дешёвые тарифы авиакомпаний-партнёров могут быть исключены из начисления. После пересмотра условий начисления миль с 1 апреля 2009 года по дешёвым тарифам их стали начислять меньше, а по высоким — чуть больше.
На рейсах внутри Франции начисления фиксированные по группам тарифов, от 125 миль за самые дешёвые, до 1000 миль за тарифы без ограничений.
На международных рейсах за билеты экономического класса начисляются 25—100 процентов от расстояния в милях. На европейских линиях (в том числе на Россию) пассажиры улучшенного экономического класса (есть только у Air France) и бизнес-класса (Air France и KLM) получают 200 процентов от расстояния, на дальнемагистральных рейсах начисления в бизнес-классе составят 125—175 процентов (в зависимости от тарифа), в первом классе — 300 процентов.
На рейсах Air Europe можно получить до 200 процентов миль за самые дорогие тарифы как экономического, так и бизнес-класса на европейских рейсах, и не более 150 процентов — за бизнес-класс на дальнемагистральных направлениях.
Премиальные мили вне зависимости от их происхождения можно потратить на бесплатный билет или же на иную премию, предоставляемую компанией-партнёром.
До 1 апреля 2009 года мили оставались на счёте участника в течение 36 месяцев с момента последнего начисления за полёт. В апреле 2009 года этот срок был сокращён для участников уровня Ivory (то есть начального уровня) до 20 месяцев.

### Уровни участников, бонусы
Квалификационные мили используются для определения статуса участника. Все участники при вступлении получают карту уровня Ivory. При наборе определённого количества квалификационных миль в течение года участник получает карту более высокого уровня.
| Уровень  | Необходимые мили для участником с адресом во Франции | Необходимые мили для нерезидентов Франции |
| -------- | ---------------------------------------------------- | ----------------------------------------- |
| Ivory    | 0                                                    | 0                                         |
| Silver   | 30 000                                               | 25 000                                    |
| Gold     | 60 000                                               | 40 000                                    |
| Platinum | 90 000                                               | 70 000                                    |

Также статус можно получить за определённое количество полётов, подлежащих начислению миль: 15, 30 и 60 для Silver, Gold и Platinum соответственно.
Такие же условия требуются для подтверждения статуса на следующий год. Однако даже в том случае, когда участник не набрал ни одной квалификационной мили, на следующий год его понижают только на одну ступень — Platinum до Gold, Gold до
Silver.

### Преимущества элитных участников
Стандартной привилегией элитных уровней является приоритет в разнообразных списках ожидания, а также первоочередность апгрейда в случае, если в салоне экономического класса не хватает мест.
Все элитные уровни получают возможность провезти бесплатный багаж сверх установленной нормы, дополнительные «Элитные» премиальные мили за полёты сверх стандартного начисления, приоритет в листах ожидания, а для наиболее высоких уровней — Gold и Platinum ещё и возможность доступа в специальные залы ожидания (лаунджам) даже при полёте экономическим классом. Уровень Silver обеспечивает в авиакомпаниях-членах SkyTeam привилегии уровня Elite, а Platinum — уровня Elite Plus. Привилегии обладателей карточки Flying Blue Gold зависят от места их постоянного жительства: для участников-резидентов США и Мексики Gold является картой уровня Elite, в то время как участники, проживающие в других странах, относятся к более высокому уровню Elite Plus.
По правилам SkyTeam доступ в лаунджи должен быть обеспечен только участникам уровня Elite Plus при полёте международным рейсом авиакомпании-члена SkyTeam. Под это правило подпадают и внутренние рейсы при стыковках с международными. Как правило, участник Flying Blue Gold или Platinum не только может зайти в лаундж сам, но и пригласить ещё одного пассажира, вылетающего тем же рейсом. Хотя некоторые американские авиакомпании ограничивают эту привилегию. В аэропортах Парижа (Шарль-де-Голль) и Амстердама участник Flying Blue уровней Gold и Platinum могут пригласить в лаундж неограниченное число гостей, но за второго и последующих гостей они должны заплатить по 35 евро.
Также в этих аэропортах может получить доступ в лаундж и участник уровня Silver, но он уже должен будет заплатить за себя, также 35 евро.
В последнее время в связи с ужесточение условий для пассажиров экономического класса у участников элитных уровней появляются дополнительные привилегии. Например, возможность предварительного выбора места в салоне без доплаты за места с увеличенным пространством, а также возможность бронировать премиальные билеты на специальных условиях в том числе в первый класс.
| Привилегия           | Silver                                                               | Gold                       | Platinum                   |
| -------------------- | -------------------------------------------------------------------- | -------------------------- | -------------------------- |
| Элитные мили         | 25 %                                                                 | 50 %                       | 100 %                      |
| Дополнительный багаж | 5 кг                                                                 | 10 кг                      | 20 кг                      |
| Доступ в лаундж      | Только в аэропортах Париж-Шарль-де-Голль и Амстердам-Схипхол, EUR 35 | Бесплатно, плюс один гость | Бесплатно, плюс один гость |